# سلوك نموذجي للأنواع
يستند المفهوم الإيثولوجي عن السلوك النموذجي للأنواع  أو السلوك النموذجي للسلالات (بالإنجليزية: Species-typical behavior)‏ على فرضية أن بعض أوجه التشابه السلوكية يشترك فيها تقريبا جميع أفراد النوع. وبعض السلوكيات تكون فريدة من نوعها لبعض الأنواع، ولكن لكي تكون "نموذجية للأنواع"، فإنها لا يجب أن تكون فريدة من نوعها - أي أنها ببساطة يجب أن أن تكون سمة من سمات هذا النوع.